# Furcataenia
Furcataenia là một chi bướm đêm thuộc phân họ Tortricinae của họ Tortricidae.

## Các loài
- Furcataenia bifida Razowski & Becker, 2000
- Furcataenia cholosaccula Razowski & Becker, 2000
- Furcataenia marabana Razowski & Becker, 2000
- Furcataenia monofida Razowski & Becker, 2000
- Furcataenia trifida Razowski & Becker, 2000